# Валентин Делиминков
Валентин Делиминков е бивш български футболист, защитник. Играл е за Черноморец (1975 – 1987, 1989 – 1992) и в Кипър. Има 248 мача и 29 гола в А група. Има 1 мач за А националния отбор. За Черноморец е изиграл 2 мача в турнира за Купата на националните купи. Валентин Делиминков е стълб в отбраната на Черноморец с афинитет към атаката и гола, остава верен на синия цвят и е в управителния съвет на отбора, воден от Димитър Димитров – Херо.